# Rich Hall
Richard Travis Hall (født 10. juni 1954) er en amerikansk komiker, forfatter, dokumentarskaber, musiker, der slog igennem som sketchkomiker i 1980'erne. Han skrev og optrådte i en række amerikanske tv-programmer; Fridays, Not Necessarily the News og Saturday Night Live.
Efter at have vundet en Perrier Comedy Award i 2000, med sin karakter countrymusikeren Otis Lee Crenshaw fra Tennessee, blev Hall populær i Storbritannien, hvor han var regelmæssig deltager i QI og lignende panelshows. Han skabte og medvirkede i adskilligere serie på BBC, inklusive komedieserier med Mike Wilmot og dokumentarer ofte om amerikanske film. Hall har har også haft en succesfuld stand-upkarriere både som Crenshaw og sig selv.

## Filmografi

### Film
- Police Academy 2: Their First Assignment (1985) - Street Punk #1 (uncredited)
- One Crazy Summer (1986) - Wilbur
- Million Dollar Mystery (1987) - Slaughter Buzzard
- C.H.U.D. II: Bud the C.H.U.D. (1989) - Stan
- The Lives of the Saints (2006) - Club Performer
- Arthur Christmas (2011) - Idaho Man (stemme)

#### TV
- Vanishing America (1986)
- Monsters Ep15 "Their Divided Self" (1989)
- Rich Hall's Fishing Show (2003)
- Rich Hall's Cattle Drive (2006)
- Rich Hall's How the West Was Lost (first broadcast June 2008)[2]
- Rich Hall's The Dirty South (October 2010)[3]
- Rich Hall's Continental Drifters (november 2011)[4]
- Rich Hall's Inventing the Indian (oktober 2012)[5]
- Rich Hall's You Can Go To Hell, I'm Going To Texas (juni 2013)[6][7]
- Rich Hall's California Stars (juli 2014)[7]
- Rich Hall's Presidential Grudge Match (november 2016)[8]
- Rich Hall's Countrier Than You (marts 2017)[9]
- Rich Hall's Working for the American Dream (juli 2018)[10]
- Rich Hall's Red Menace (november 2019)[2]

#### Radio
- In Search of Southern Hospitality

### Diskografi
- London Not Tennessee (with The Black Liars) (2001)
- How Do We Do It? Volume! (2003)
- Waitin' On A Grammy (2016)